# Chalé Suíço
Swiss Chalet é uma cadeia de restaurantes casuais fundada em 1954 em Toronto, Ontário . O Swiss Chalet tem franquias na maioria das províncias canadenses, mas cerca de 80% estão em Ontário e nenhuma em Quebec. O Swiss Chalet é subsidiária da Recipe Unlimited, que também é dona da rede de fast food Harvey's . As franquias Swiss Chalet e Harvey compartilham muitos locais.
As franquias Swiss Chalet incluem uma variedade de pontos de venda . As localizações da empresa geralmente têm um tema arquitetônico alpino, uma sala de jantar, um balcão de retirada e entrega. Alguns apresentam janelas drive-thru, enquanto outros locais em certas áreas urbanas são apenas balcões de entrega e são mais parecidos com restaurantes de fast food . A marca também possui um sistema de pedidos de comida online . A Recipe Unlimited vende molho Swiss Chalet exclusivo, molho e marinadas (como misturas em pó) em supermercados canadenses.

## História
O primeiro restaurante Swiss Chalet, na 234 Bloor Street West, Toronto, funcionou por 52 anos. Foi fundado por Rick Mauran, filho de Maurice Mauran e fundador do ainda existente Chalet BBQ de Montreal. O edifício apresentava tetos com vigas expostas no estilo chalé suíço . Esta loja fechou em 2006 e foi demolida em 2009 como parte de um condomínio.
No início dos anos 2000, a Cara Operations fechou todos os seus restaurantes em Quebec e nos Estados Unidos.
A empresa voltou para Saskatchewan com um local no sul de Regina, embora esse local não apareça mais em seu site. Em 2008, a Air Canada adicionou produtos alimentícios do Swiss Chalet ao seu menu de compra a bordo.
Em 2010, dois dos três restaurantes Swiss Chalet restantes nos Estados Unidos fecharam. Eles estavam localizados nos subúrbios de Buffalo, Nova York . Em 1º de junho de 2011, o único restaurante da empresa em operação em Porto Rico fechou.
A empresa iniciou uma parceria com o programa de fidelidade Scene+ em fevereiro de 2015.
Em 31 de março de 2016, a controladora da empresa, Cara Operations, anunciou que iria adquirir a St-Hubert, uma rede de restaurantes de frango assado com sede em Quebec, no verão de 2016 por CAD $ 537 milhões.

## Tarifa

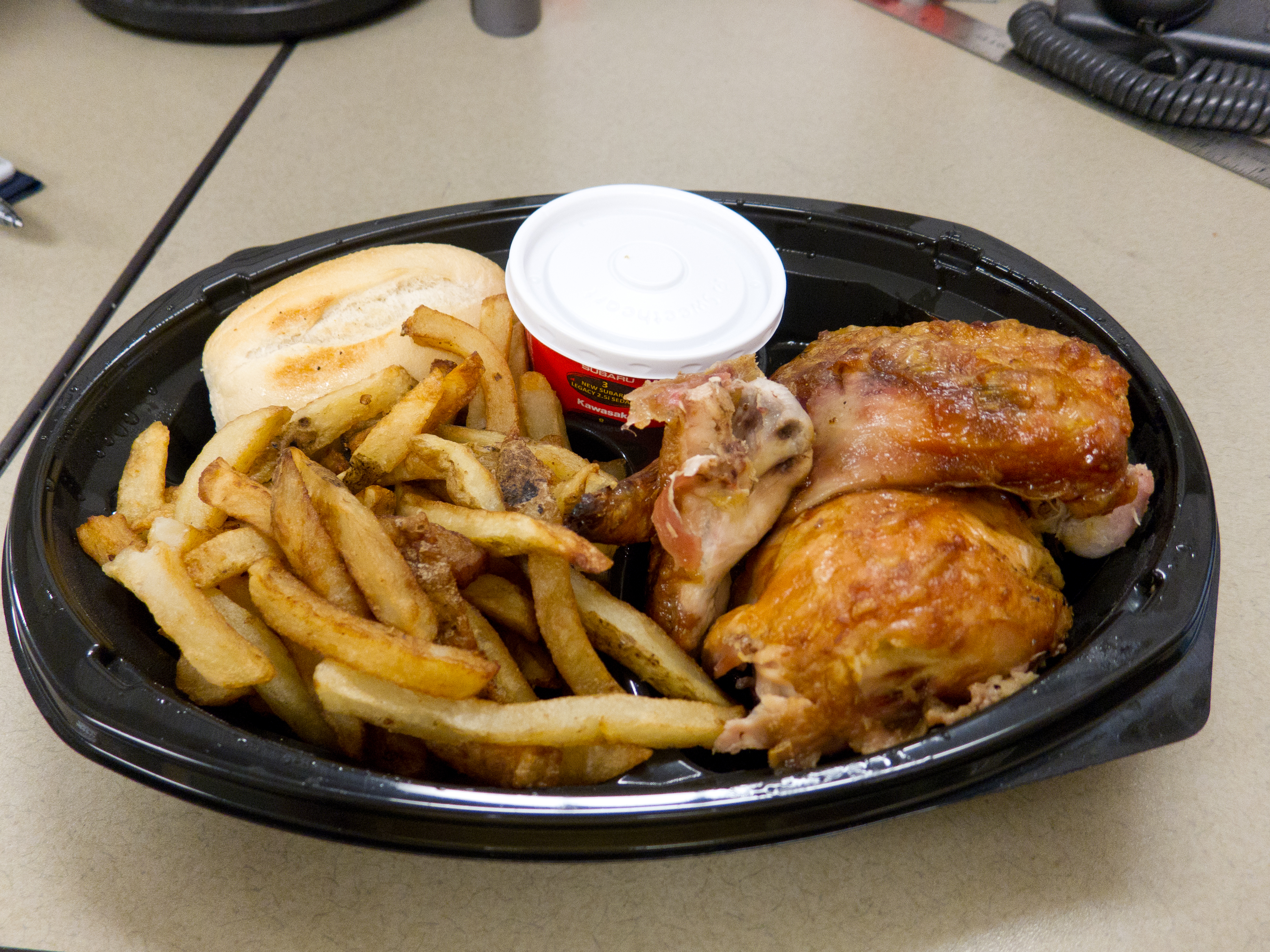
Versão para viagem do Half Chicken Dinner

A tarifa do restaurante é baseada em seu prato principal, frango assado . O Quarter Chicken Dinner, prato exclusivo do restaurante, inclui uma coxa ou peito de frango assado com "Molho Chalet", um pãozinho e um acompanhamento . O acompanhamento mais popular do Swiss Chalet são as batatas fritas Chalet. As batatas fritas Chalet foram alteradas em 2015 e novamente em 2020, tendo críticas mistas.